# Val-de-Ruz
Val-de-Ruz es una comuna suiza del cantón de Neuchâtel, ubicada en el distrito del Val-de-Ruz.

## Historia
La comuna fue creada el 1 de enero de 2013 tras la fusión de las antiguas comunas de Boudevilliers, Cernier, Chézard-Saitn-Martin, Coffrane, Dombresson, Engollon, Fenin-Vilars-Saules, Fontainemelon, Fontaines, Les Geneveys-sur-Coffrane, Les Hauts-Geneveys, Montmollin, El Pâquier, Savagnier y Villiers.

## Geografía
Geográficamente el municipio de Val-de-Ruz se encuentra en el valle homónimo, situado entre las ciudades de Neuchâtel en el litoral y de La Chaux-de-Fonds en las montañas del Jura. La comuna limita al norte con Renan (BE), Sonvilier (BE), Saint-Imier (BE), Villeret (BE) y Nods (BE), al noreste con , al este con Enges, al sureste con Lignières y Neuchâtel, al sur con Valangin, Peseux y Corcelles-Cormondrèche, al suroeste con Rochefort, al oeste con Brot-Plamboz y La Sagne, y al noroeste con La Chaux-de-Fonds.